# Villa De Laak

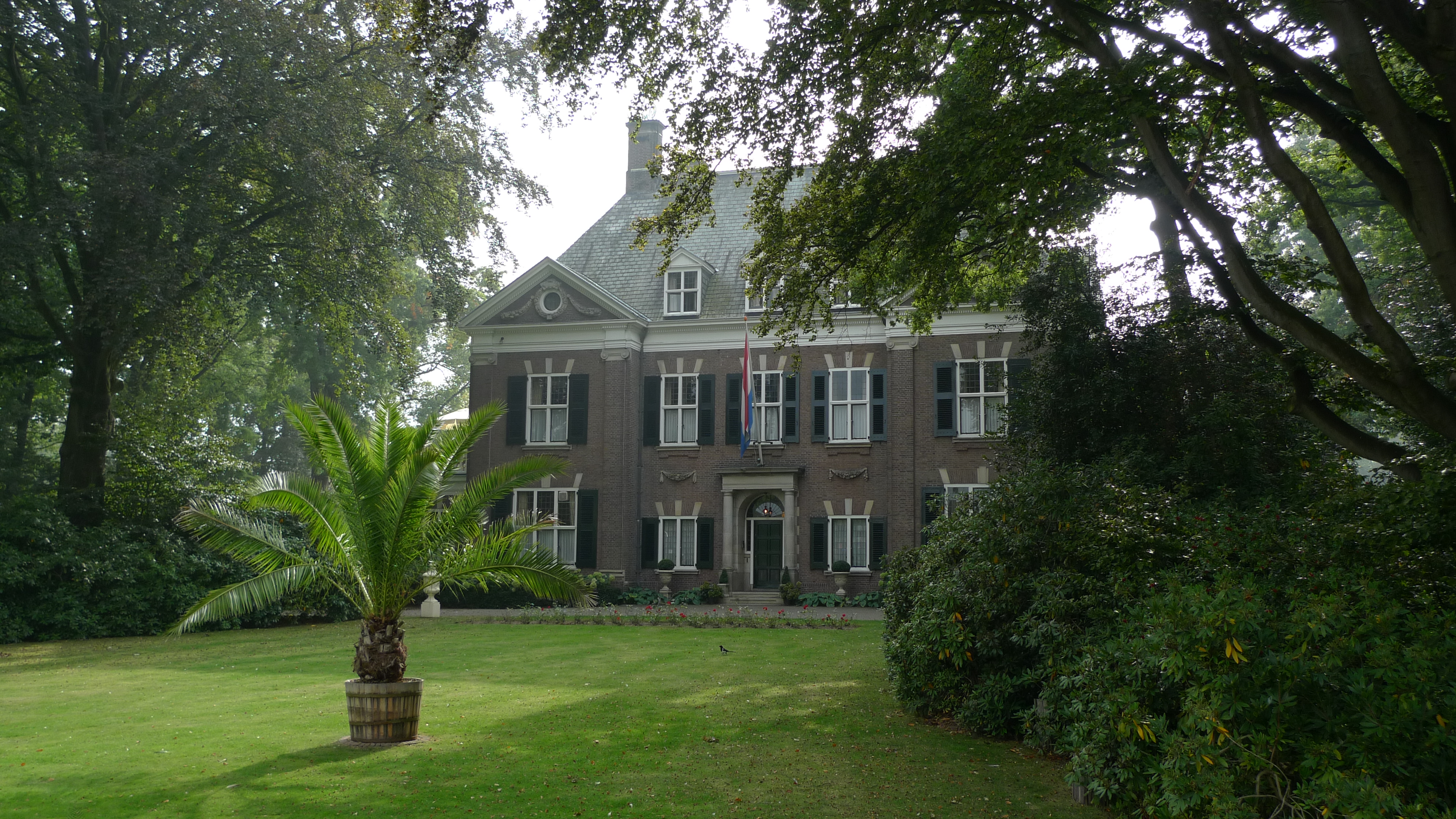
Voorkant van de villa, gezien vanaf de Parklaan

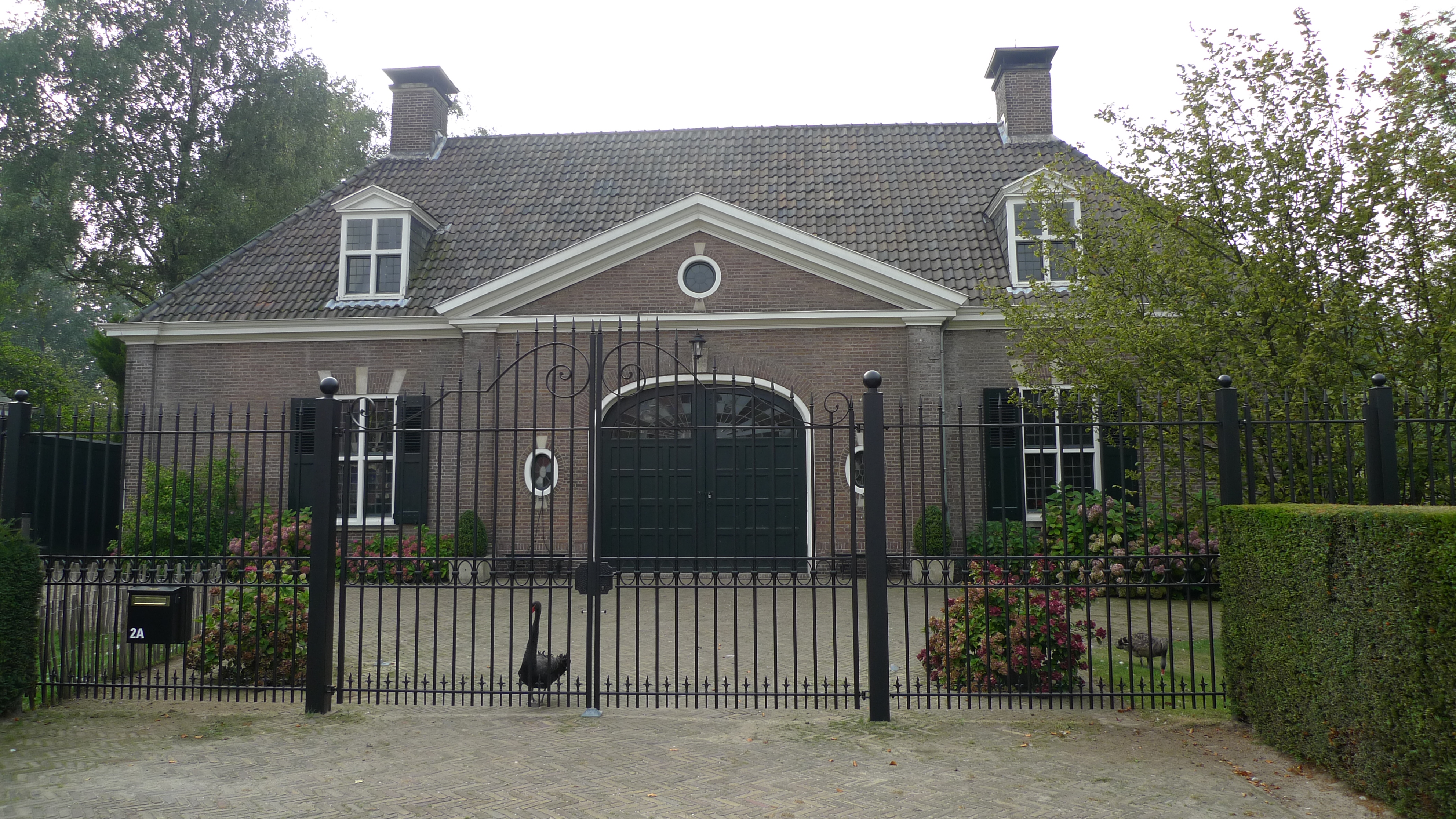
Koetshuis

Villa De Laak is een woonhuis in het Eindhovense stadsdeel Tongelre aan Parklaan 99. Het is in 1907 in opdracht van Anton Philips gebouwd naar ontwerp van Johan Wilhelm Hanrath. De villa is in Um 1800-stijl gebouwd en omvat ook een koetshuis, orangerie, koetsierswoning, tuinmanswoning, huisknecht/chauffeurswoning, en een tuin die is aangelegd door Leonard Springer. Het is een rijksmonument.
De tuin is gelegen in een landgoed aan de Dommel en het huis is omgracht. De naam is afkomstig van een beekje en zijriviertje van de Dommel, de Laak, dat vroeger door het gebied liep.
De diverse gebouwen vormen een architectonisch geheel in een sobere naar neoclassicisme zwemende trant. Ze zijn uitgevoerd in baksteen. Het hoofdgebouw wordt gekenmerkt door een strenge symmetrie, een hoog met leien bedekt schilddak, gemetselde pilasters, enkele guirlandes en andere natuurstenen versieringen.
Onder meer Anton Philips en Henriëtte Anna Philips hebben hier gewoond. De villa werd ook gebruikt als verblijf voor hoge gasten van Philips, en voor hoge buitenlandse bezoekers aan de gemeente Eindhoven. In 1980 is het complex gerenoveerd.
Het gebouw is niet toegankelijk, maar goed vanuit de Parklaan en de Nachtegaallaan te zien.
Toen in de jaren 1967-1970 sprake was van het voornemen om Cityplan Eindhoven uit te voeren, was ook het landgoed De Laak bedreigd, daar dit opgeofferd zou worden aan een stadsautoweg. Wegens protesten is dit plan nimmer uitgevoerd.
In augustus 2015 werd bekend dat in maart 2014 uit de villa een schilderij van een leerling van Rembrandt was gestolen. Het ging om een portret van Rembrandts zoon Titus.